# Une vie difficile
Pour plus de détails, voir Fiche technique et Distribution.
Une vie difficile (Una vita difficile) est un film italien réalisé par Dino Risi, interprété par Alberto Sordi et Lea Massari, tourné notamment à Lenno, Rome et Viareggio, et sorti en 1961.
Il figure parmi les 100 films italiens à sauver.
C'est, comme l'écrit Jacques Lourcelles, une « petite fresque de quinze années de vie italienne observées à travers les efforts et le ratage d'un journaliste luttant pour ses idéaux démocratiques ».
Une vie difficile peut être vu comme un « maillon entre l'esprit constructif et tourné vers l'avenir du néoréalisme et le cynisme, la dérision de la comédie italienne des années 1960 ». On peut aussi le considérer comme un précurseur des « films-panoramas », teintés d'amertume, tels Nous nous sommes tant aimés (1974) d'Ettore Scola. 

## Synopsis
En 1944, en pleine Seconde Guerre mondiale, Silvio Magnozzi, originaire de Rome, qui a combattu en tant que sous-lieutenant dans les rangs de l'armée royale près du lac de Côme jusqu'à l'armistice du 8 septembre, se retrouve à combattre aux côtés de groupes de partisans locaux contre les forces nazies et fascistes. À la recherche d'une cachette après une action de partisan, il est envoyé dans un hôtel pour prendre contact avec sa logeuse, Mme Amalia Pavinato. Là, cependant, Silvio est découvert par un soldat allemand qui a l'intention de l'abattre sur le champ, mais Elena, la fille du propriétaire de l'hôtel, lui sauve la vie en tuant l'Allemand avec un fer à repasser. En outre, la fille indique au partisan un endroit sûr pour dormir et s'abriter des représailles allemandes : le moulin qui appartenait à ses grands-parents décédés.
Bien que Silvio soit ferme sur ses idées de lutte armée contre les forces d'occupation ennemies, il n'a pas le courage de rejoindre les partisans et, pendant quelques mois, Elena et lui vivent en amoureux dans le moulin. Après la libération, Silvio retourne à Rome, où il trouve un modeste emploi de journaliste à Il Lavoratore, un quotidien d'idéologie communiste qui défend la classe ouvrière. En tant que journaliste, Silvio est fermement convaincu de ses idées de gauche, croit fermement à l'antifascisme et s'oppose au roi, à la monarchie et à la classe bourgeoise. Au journal, Silvio travaille main dans la main avec Franco Simonini, son ami et camarade de parti. Ce n'est qu'à la fin de l'année 1945 que Silvio se rend à nouveau en Lombardie avec Franco, pour effectuer un reportage à Dongo. Il confie alors à son ami son aventure avec Elena et décide, en partie par nostalgie du temps passé avec la femme, de l'appeler pour des « retrouvailles ». La femme, d'abord offensée, est aussi prise par d'anciens sentiments et accepte donc de le suivre à Rome pour commencer une cohabitation, bien que dans une situation financière difficile.
Un soir, après le référendum institutionnel de 1946, un marquis, ami de la famille d'Elena, reconnaît la jeune fille dans les rues de Rome et tous deux sont invités à dîner dans un palais appartenant à des aristocrates royalistes et conservateurs. Silvio, retenu par Elena, s'abstient de déclarer ouvertement sa foi républicaine pour ne pas renoncer à un succulent repas. Le jeune couple continue à manger jusqu'à ce que la victoire de la République soit annoncée par la radio présente et que les personnes présentes se retirent dans leurs chambres indignées et bouleversées par l'abandon de la monarchie.
La vie du couple, malgré le mariage et l'arrivée d'un fils, se déroule difficilement, notamment parce que Silvio, peu enclin à transiger sur ses idées, est contraint d'occuper un emploi sous-payé et frustrant. Le commandeur Bracci essaie de le corrompre en lui proposant des sommes considérables pour obtenir la suppression de son nom de la liste des industriels qui transfèrent leurs capitaux en Suisse. Il refuse malgré l’avis d'Elena. À la suite de sa participation aux manifestations survenues lors de la tentative d'assassinat de Palmiro Togliatti en 1948, il est arrêté et condamné à deux ans et demi de prison. Il sera libéré à la mi-1950 (entre-temps, il consacre beaucoup de temps à l'écriture de lettres à Elena et d'un roman autobiographique à matrice politique qu'il voudrait intituler Une vie difficile). Dès sa sortie de prison, il découvre immédiatement que son ami et collègue Simonini, son ancien camarade communiste, a quitté le journal pour se ranger du côté des patrons.

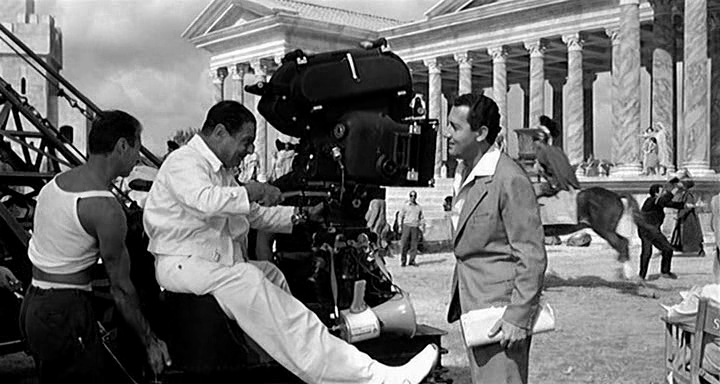
Alberto Sordi abordant Alessandro Blasetti en plein travail dans une scène se déroulant à Cinecittà.

Elena le soutient d'abord, puis, en partie à cause des exhortations de sa mère, elle essaie de le convaincre de passer un diplôme et de s'installer à Cantù-Cermenate, où, grâce aux recommandations de sa belle-mère, il obtiendra un poste permanent dans une importante entreprise de la province de Côme. Silvio refuse à la fois d'accepter un travail sans rapport avec le journalisme et de quitter Rome, mais il tente tout de même de lui faire plaisir en passant un examen, où il échoue lamentablement ; incapable de supporter la honte de son échec à l'examen, il se saoule le soir même, allant jusqu'à insulter Elena, lui reprochant de ne l'avoir jamais compris et déclarant qu'il n'a jamais éprouvé qu'une attirance physique pour elle. La femme, désemparée, disparaît de la vie de Silvio. Deux ans plus tard, nous retrouvons Silvio qui, après avoir vu son manuscrit rejeté par toutes les maisons d'édition, cherche à vendre son roman comme sujet pour le cinéma, en l'occurrence à Cinecittà, où il tente de le proposer, sans grand succès, à des metteurs en scène et des acteurs de renom comme Vittorio Gassman, Silvana Mangano ou Alessandro Blasetti. Alors qu'il est brusquement écarté du plateau, il fait une rencontre tout à fait fortuite avec le Marquis, un ami d'Elena qu'il avait déjà rencontré en 1946, le soir du référendum. Le marquis apprend la nouvelle vie d'Elena et Silvio, toujours amoureux de sa femme, tente une dernière fois de la reconquérir en se rendant à Viareggio, mais non seulement Elena n'a pas pardonné à Silvio, mais elle a maintenant un autre homme dans sa vie et ne semble pas disposée à renoncer au mode de vie aisé qu'elle mène désormais. Tout au long de la soirée, Silvio s'enivre et se ridiculise en suppliant sa femme de lui revenir. Après son départ, Silvio, désespéré, évacue son amertume en crachant sur les voitures de luxe qui circulent dans la ville toscane : il semble que dans la nouvelle Italie du miracle économique, il n'y ait pas de place pour lui et ses idéaux de justice sociale.
Bien plus tard (en 1961), les funérailles d'Amalia, la mère d'Elena, ont lieu en Lombardie : Silvio, à la surprise générale, se présente au volant d'une voiture de luxe, à tel point que les personnes présentes semblent plus intéressées à regarder la voiture qu'à suivre le cortège funèbre. Silvio supplie Elena de lui pardonner à nouveau, affirmant qu'il a trouvé un emploi stable et qu'il a mis de côté ses idées politiques et ses ambitions d'écrivain pour rechercher la stabilité et la sécurité économique, comme elle et sa mère le souhaitaient. Elena est émue de voir le moulin où ils ont passé des jours heureux et décide d'y retourner avec lui.
L'homme d'affaires Bracci, qui a engagé Silvio comme homme à tout faire, organise une fête : Silvio, qui travaille désormais entouré de luxe, est contraint d'effectuer toutes sortes de tâches pour le compte de son employeur : ce dernier ne manque pas une occasion de l'humilier publiquement, jusqu'à ce que, pour le ridiculiser devant les invités, il lui asperge un siphon entier d'eau de Seltz sur le visage. Silvio, incapable de supporter ce nouvel affront, gifle Bracci au visage, le faisant tomber dans la piscine. À travers ce geste, aussi bien héroïque qu'inconsidéré, Silvio reconquiert Elena. Le couple quitte la fête et ils rentrent chez eux à pied.

## Fiche technique
- Titre : Une vie difficile
- Titre original : Una vita difficile
- Réalisation : Dino Risi
- Assistants réalisateur : Vana Caruso, Franco Montemurro
- Scénario : Rodolfo Sonego
- Photographie : Leonida Barboni
- Montage : Tatiana Casini (it)
- Musique : Carlo Savina
- Décors : Enzo Eusepi, Mario Chiari
- Costumes : Lucia Mirisola
- Maquillage : Giuliano Laurenti (it)
- Production : Dino De Laurentiis
- Société de production : Dino De Laurentiis Cinematografica
- Pays de production :  Italie
- Langue originale : italien
- Format : Noir et blanc - 1,85:1 - Son mono - 35 mm
- Genre : Comédie à l'italienne
- Durée : 118 minutes
- Date de sortie : 
  - Italie : 19 décembre 1961
  - France : 22 septembre 1976

## Distribution
- Alberto Sordi : Silvio Magnozzi
- Lea Massari : Elena Pavinato
- Franco Fabrizi : Franco Simonini

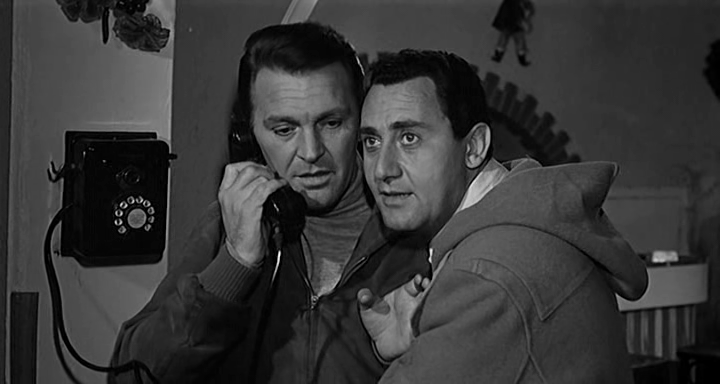
Franco Fabrizi et Alberto Sordi dans une scène du film.

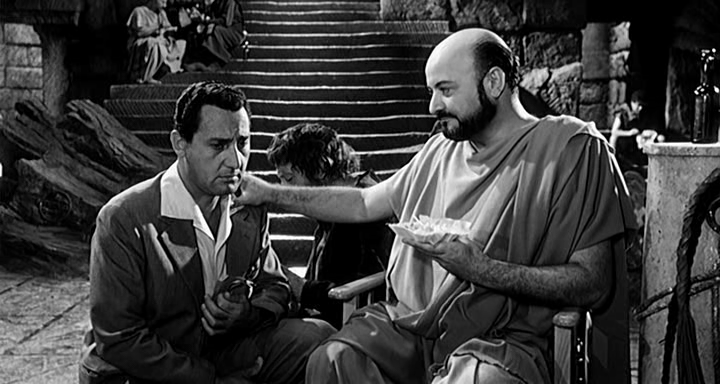
Alberto Sordi et Daniele Vargas dans une scène du film.

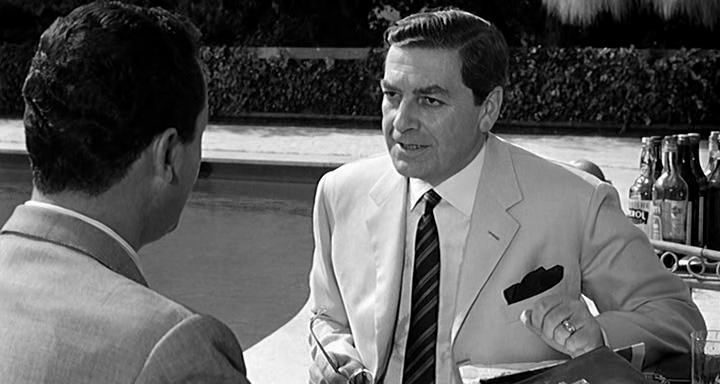
Alberto Sordi et Claudio Gora dans une scène du film.

- Lina Volonghi : Amalia Pavinato, la mère d'Elena
- Claudio Gora : le commandeur Bracci
- Antonio Centa : Carlo, l'ami d'Elena
- Loredana Nusciak : Giovanna, l'amie d'Elena
- Paolo Vanni : Paolino, fils de Silvio et Elena
- Daniele Vargas : Marquis Capperoni
- Franco Scandurra (it) : président de la commission d'examen
- John Karlsen (it) : membre de la commission d'examen
- Mino Doro : Gino Laganà
- Carlo Kechler : Rustichelli
- Renato Tagliani (it) : journaliste
- Vittorio Gassman : lui-même
- Silvana Mangano : elle-même
- Alessandro Blasetti : lui-même
- Edith Peters des Peters Sisters : elle-même
- Ennio Balbo (it) : éditeur
- Howard Nelson Rubien : Son Excellence
- Borante Domizlaff : soldat allemand
- Elena Fabrizi : infirmière

## Production
Le tournage a eu lieu en partie sur le lac de Côme, à Lenno (Tremezzina) et entre Lierna et Varenna. Le film s'ouvre sur la plage du golfe de Vénus. La ville du moulin à vent où Elena et Silvio ont passé leurs premiers mois ensemble a été filmée à Cerano d'Intelvi, près de la rivière Telo. La célèbre scène des crachats sur les voitures, bien que le film dise qu'elle se déroule à Viareggio, a en fait été filmée le 8 septembre 1961 sur la promenade de Ronchi, dans le quartier de Marina di Massa, devant le restaurant Oliviero. Le film est également tourné à Rome.

### La participation de Borante Domizlaff
L'acteur interprétant le soldat allemand qu'Elena tue avec un fer à repasser, Borante Domizlaff, avait été major au sein du Sicherheitsdienst (SD) des SS  (SS-Sturmbannführer),,,. Pendant l'occupation allemande de Rome, Domizlaff participa à l'organisation et à l'exécution du massacre des Fosses ardéatines sous les ordres du lieutenant-colonel Herbert Kappler. Après-guerre, il a donc été l'un des accusés dans le procès du massacre, qui s'est terminé en 1948 par la condamnation de Kappler à la prison à vie (confirmée ultérieurement en deuxième instance et en autorité de la chose jugée) et par l'acquittement de ses subordonnés,.

## Accueil critique
Lorsqu'Une vie difficile sort sur les écrans italiens le 19 décembre 1961, il est mal accueilli par les critiques. Avec 5 578 594 entrées, c'est le 11e film le plus populaire du box-office Italie 1961-1962.
Quatre décennies après sa création, l'œuvre jouit d'une plus grande popularité, et en 2021, lorsqu'elle sort en version restaurée, les critiques soulignent son importance. 
Une vie difficile est un « film bilan, un jugement sans appel prononcé contre une société malade dont le cinéaste se fait le censeur désenchanté en utilisant toutes les ressources de la satire (…). Avec le recul et l'éclairage de la situation contemporaine de l'Italie, le personnage du « commendatore » Bracci (Claudio Gora), brasseur d'affaires dont le pouvoir s'étend à tous les domaines, prend un relief singulier, une inquiétante anticipation sur le pire qui était à venir », écrit Jean A. Gili.
Les critiques signalent le rôle d'Alberto Sordi. Freddy Buache considère qu'il s'agit « d'une des meilleures compositions de Sordi, artiste qu'il ne faut pas craindre de comparer, par la finesse de son jeu et l'expression nuancée de la psychologie, à certains interprètes inspirés qui ont régné, à la belle époque, sur les plus mémorables réalisations américaines de burlesque poétique. ».